# Anthony Allen (rugbista)
Anthony Allen (Southampton, 1º settembre 1986) è un rugbista a 15 internazionale per l'Inghilterra, tre quarti centro del Leicester.